# Stefano Ianni
Stefano Ianni  (* 31. Januar 1981) ist ein ehemaliger italienischer Tennisspieler.

## Karriere
Stefano Ianni spielt hauptsächlich auf der ATP Challenger Tour und der ITF Future Tour und gilt als Doppelspezialist.
Auf der ITF Future Tour gelangen ihm bislang fünf Einzel- und 16 Doppelsiege. Auf der ATP Challenger Tour gewann er bis jetzt sechs Doppelturniere. Zum 9. Juli 2012 durchbrach er erstmals die Top 150 der Weltrangliste im Doppel und seine höchste Platzierung war ein 118. Rang im Mai 2013.

## Erfolge
| Legende (Anzahl der Siege)  |
| Grand Slam                  |
| ATP World Tour Finals       |
| ATP World Tour Masters 1000 |
| ATP World Tour 500          |
| ATP World Tour 250          |
| ATP Challenger Tour (6)     |

### Doppel

#### Turniersiege
| Nr. | Datum              | Turnier                | Belag     | Partner            | Finalgegner                          | Ergebnis          |
| --- | ------------------ | ---------------------- | --------- | ------------------ | ------------------------------------ | ----------------- |
| 1.  | 12. Juli 2009      | San Benedetto          | Sand      | Cristian Villagrán | Niels Desein Stéphane Robert         | 7:63, 1:6, [10:6] |
| 2.  | 21. August 2011    | Donostia-San Sebastián | Sand      | Simone Vagnozzi    | Daniel Gimeno Traver Israel Sevilla  | 6:3, 6:4          |
| 3.  | 18. September 2011 | Todi                   | Sand      | Luca Vanni         | Martin Fischer Alessandro Motti      | 6:4, 1:6, [11:9]  |
| 4.  | 29. Juli 2012      | Orbetello              | Sand      | Dane Propoggia     | Alessio di Mauro Simone Vagnozzi     | 6:3, 6:2          |
| 5.  | 25. August 2012    | Segovia                | Hartplatz | Florin Mergea      | Konstantin Krawtschuk Nikolaus Moser | 6:2, 6:3          |
| 6.  | 3. Mai 2013        | Neapel                 | Sand      | Potito Starace     | Alessandro Giannessi Andrei Golubew  | 6:1, 6:3          |